# Pensée systémique
 (août 2012).
Si vous disposez d'ouvrages ou d'articles de référence ou si vous connaissez des sites web de qualité traitant du thème abordé ici, merci de compléter l'article en donnant les références utiles à sa vérifiabilité et en les liant à la section « Notes et références ».
 (août 2012).
 (août 2012).
Le contenu est difficilement compréhensible vu les erreurs de traduction, qui sont peut-être dues à l'utilisation d'un logiciel de traduction automatique.
La pensée systémique est une façon d'aborder la réalité. Elle a émergé au XXe siècle, par opposition à la pensée « réductionniste-mécaniste » héritée de philosophes de la Révolution scientifique du XVIIe siècle tels que René Descartes, Francis Bacon et Isaac Newton.
La pensée systémique ne nie pas la rationalité scientifique, mais estime qu'elle n'offre pas assez de paramètres au développement humain, et qu'elle devrait donc être élaborée conjointement avec la subjectivité des arts et de diverses traditions spirituelles.
La pensée systémique s'inscrit dans la théorie sociologique des systèmes et étudie l'interdisciplinarité. Un système est un groupe de parties interreliées et interdépendantes, soit de façon naturelle ou fabriquée de main d'homme. Chaque système est limité dans le temps et dans l'espace, influencé par son environnement, défini dans sa structure et dans son objectif, et se manifeste par ses fonctionnalités. Un système peut être plus que ses parties lorsqu'il produit une synergie ou un comportement en émergence.
Changer une partie du système peut en affecter d'autres parties ou l'affecter en entier. Il est possible de prédire ces changements en regardant les patrons des comportements. Pour qu'un système apprenne et s'adapte, la croissance et le degré d'adaptation dépendent de son engagement dans l'environnement. Quelques systèmes en nourrissent d'autres, entretenant l'autre système pour en prévenir l'échec. Le but d'une théorie des systèmes est de reproduire le modèle de sa dynamique, ses restrictions, ses conditions et d'élucider les principes de base (comme les objectifs, les mesures, les méthodes, les outils...)  pour mieux les comprendre et les appliquer à d'autres systèmes à tous les niveaux, et par le fait même, pour obtenir une optimisation de l'équifinalité.

## Les clefs de ce concept
Les différentes façons de penser et de définir un système sont les suivantes :
- un système est composé de pièces,
- toutes les parties d'un système doivent être liées (directement ou indirectement), sinon l'on considérera deux ou plusieurs systèmes distincts,
- un système est soit encapsulé (bordé d'une limite), on le dit alors « fermé » ; soit échangeant des éléments avec un environnement, on le dit alors « ouvert ». La distinction n'est pas évidente, ce pour quoi le qualificatif de « fêlé » a été proposé[3],
- la limite d'un système est une décision prise par un observateur ou un groupe d'observateurs,
- un système peut être imbriqué dans un autre système,
- un système peut se superposer à un autre système,
- un système est limité dans le temps,
- un système est limité dans l'espace si les pièces ne sont pas nécessairement co-localisées,
- un système reçoit des contributions et envoie une « sortie » dans l'environnement au sens large,
- un système se compose de processus qui transforment des intrants en extrants.

Les spécialistes considèrent que:
- un système est un ensemble complexe et dynamique, interagissant comme une unité fonctionnelle structurée,
- un système est une communauté située dans un environnement,
- l'énergie, la matière et l'information sont présents sous la forme de flux entre les différents éléments qui composent le système,
- les flux d'énergie, de matière et d'information en provenance du milieu environnant ou vers celui-ci se font par l'intermédiaire de membranes semi-perméables ou limites,
- les systèmes sont souvent composés d'entités qui cherchent l'équilibre, mais peuvent présenter un comportement oscillant, chaotique ou exponentiel.

## Histoire
Le premier travail axé sur la pensée systémique était Tectologìa, développé par Alexandre Bogdanov. Ce travail représente la première tentative de créer une science des structures, basée sur la formulation des principes de l'organisation. C'est ce qui a permis de comprendre les structures des systèmes vivants et non-vivants. Bogdanov a identifié trois types de systèmes : les systèmes organisés, les systèmes désordonnés et les systèmes neutres. En outre, la formation et la réglementation sont les deux processus fondamentaux de l'organisation théorique Bogdanov.
Dans le même temps, le géochimiste Vladimir Vernadsky réalise une étude des systèmes vivants et de leurs relations avec le monde physique qui les entoure. En particulier, il a pris comme objet de son étude la biosphère, un système vivant, caractérisée par la forte interconnexion entre tous les êtres vivants qui le peuplent et, à travers des processus d'échange, nourrissent les vivants. En outre, Vernadsky affirme que tout système vivant peut toujours être considéré comme un sous-système d'un système plus vaste.
Ensuite, dans les années 1940-1950, il a été développé par Ludwig von Bertalanffy une Théorie générale des systèmes, qui devait être considérée comme une base commune pour toutes les disciplines scientifiques. Les concepts de base de cette théorie sont l'ouverture et la fermeture des systèmes vivants, de l'homéostasie et de l'autorégulation et de l'équifinalité.
Deux chercheurs chiliens, Humberto Maturana et Francisco Varela, ont contribué à la théorie générale des systèmes tout en développant une théorie biologique dite de l'autopoïèse.

## L'approche systémique
L'approche de la pensée systémique tient compte des principes de plusieurs concepts:
- l'interdépendance[Laquelle ?] des objets et de leurs attributs : des éléments indépendants ne peuvent jamais constituer un système ;
- le holisme : il n'est pas possible de détecter les propriétés émergentes par l'analyse, il devrait être possible de les définir par une approche holistique ;
- l'objectif de recherche : l'interaction systémique doit aboutir à un objectif ou à un état final ;
- les entrées et sorties : dans un système fermé, elles sont acceptées, déterminées, reconnues et elles sont constantes ; dans un système ouvert, les entrées supplémentaires sont admises à partir de l'environnement ;
- la transformation des entrées en sorties : c'est le processus par lequel les objectifs sont obtenus ;
- l'entropie : la quantité de désordre ou de l'aléatoire est présente dans tout système ;
- la régulation : une méthode de rétroaction est nécessaire pour que le système fonctionne de manière prévisible ;
- la hiérarchie : les ensembles complexes sont constitués de sous-systèmes plus petits ;
- la différenciation[Laquelle ?] : des unités spécialisées exécutent des fonctions spécialisées ;
- l'équifinalité : d'autres façons d'atteindre les mêmes objectifs (convergence) ;
- la multifinalité : la réalisation des objectifs alternatifs à partir des mêmes intrants (divergence).

### Représentants de la pensée systémique
- Russell L. Ackoff
- Acyr Seleme
- Amit Goswami
- Buckminster Fuller
- Cornelia Benesch Bonenkamp
- Donella Meadows
- Edgar Morin
- Émile Benveniste
- Francisco Varela
- Fritjof Capra
- Humberto Maturana
- Joël de Rosnay
- James Lovelock
- Masaru Emoto
- Max Gerson
- Michel de Kemmeter
- Niklas Luhmann
- Paul Watzlawick
- Peter Senge
- Stanislav Grof
- George Vithoulkas
- Ruilce Lara Spada Sant´Anna